# Guggenheim (famiglia)
La famiglia Guggenheim è una famiglia ebrea americana nota per aver fatto fortuna nell'industria mineraria, all'inizio del XX secolo, soprattutto negli Stati Uniti e in Sud America. Il suo cognome deriva dal villaggio alsaziano di Gougenheim.

## Storia
La famiglia Guggenheim ha le sue origini a Lengnau, una piccola cittadina nel cantone di Argovia, nel nord della Svizzera tedesca. Il patriarca della casata era Meyer Guggenheim (1828-1905), un ebreo di discendenza aschenazita che emigrò negli Stati Uniti nel 1847, stabilendosi a Filadelfia, nello stato della Pennsylvania. Sposò Barbara Meyer, che conobbe negli Stati Uniti. Inizialmente, Meyer intraprese una modesta carriera come venditore ambulante di miscele per il caffè, ma successivamente si dedicò alla manutenzione di stufe. Nel 1880, Meyer costruì la sua grande fortuna avviando un business nel settore manifatturiero e nelle importazioni. La svolta decisiva avvenne nel 1891, quando la famiglia divenne milionaria grazie al notevole profitto tratto dal mercato dell'estrazione dei metalli. L'aiuto del figlio Daniel (1856-1930) fu di fondamentale importanza e i due aprirono miniere d'argento e piombo in Colorado. Inoltre, costruirono una linea ferroviaria attraverso l'Alaska per sfruttare il rame proveniente dal monte Kennecott. Grazie a tali iniziative, la società Guggenheim divenne leader mondiale nel campo delle estrazioni di leghe metalliche, espandendo le proprie attività con l'apertura di altri giacimenti in Cile, Sud America.
Dopo la prima guerra mondiale, vendettero i loro interessi minerari globali e successivamente acquistarono miniere di nitrati in Cile. Successivamente, la famiglia si ritirò in gran parte dal coinvolgimento diretto nella gestione delle imprese. I membri della famiglia divennero famosi per la loro filantropia in diverse aree come l'arte moderna, l'aviazione e la medicina.
Altre figure rilevanti della famiglia Guggenheim includono Solomon e Benjamin Guggenheim. Solomon R. Guggenheim (1861-1949), il più grande dei due fratelli, abbandonò le attività imprenditoriali famigliari per dedicarsi al collezionismo d'arte. Fondò la Solomon R. Guggenheim Foundation nel 1937, che avrebbe dato vita al celebre Museo Guggenheim di New York. Benjamin "Ben" Guggenheim (1865-1912), invece, è noto per essere il padre di Peggy Guggenheim, una figura chiave nell'arte e nella cultura del XX secolo. Benjamin morì tragicamente nel naufragio del Titanic nel 1912.
Peggy Guggenheim (1898-1979), secondogenita di Benjamin, divenne famosa per la sua passione per l'arte moderna e per la creazione della Collezione Peggy Guggenheim a Venezia. Dopo aver lavorato in una libreria a New York, Peggy si trasferì a Parigi, dove entrò in contatto con artisti d'avanguardia come Man Ray, Marcel Duchamp e Constantin Brancusi. Durante la Seconda guerra mondiale, Peggy iniziò a collezionare opere d'arte, riuscendo ad acquisire numerosi capolavori a prezzi convenienti. Dopo la guerra, si trasferì a Venezia, dove aprì la sua casa-museo nel Palazzo Venier dei Leoni, donando infine l'intera collezione alla Solomon R. Guggenheim Foundation. La Collezione Peggy Guggenheim di Venezia è ora uno dei più importanti musei sull'arte europea e americana del XX secolo. Peggy Guggenheim morì nel 1979, lasciando dietro di sé un'eredità duratura nel mondo dell'arte e della cultura.
Hanno donato fondi per sviluppare i musei Guggenheim, il Guggenheim Aeronautical Laboratory e il Guggenheim Pavilion al Mount Sinai Hospital, progettato da Ieoh Ming Pei a New York. Guggenheim Partners oggi gestisce asset per oltre 300 miliardi di dollari. Un altro veicolo familiare, Guggenheim Investment Advisors, sovrintende a circa 50 miliardi di dollari di attività.